# Tristagma
Tristagma là chi thực vật có hoa trong phân họ Allioideae thuộc họ Amaryllidaceae.

## Phân bố
Tại Argentina chi này phân bố từ Mendoza tới khu vực Patagonia và rộng hơn tại Chile, từ khu vực Patagonia tới vùng Coquimbo, trong dãy Andes và Cordillera de La Costa, cũng như trong vùng duyên hải từ Bio Bio tới Coquimbo. Theo Ravenna (2005a), vùng phân bố của Tristagma đạt tới Cuzco (Peru) nhưng tại khu vực này người ta không tìm thấy mẫu vật nào phù hợp.
Các loài trong chi này là bản địa Nam Mỹ (Argentina, Chile, Uruguay và có thể cả Peru?).

## Các loài
Danh sách 17 loài dưới đây lấy theo Kew World Checklist, trong đó 5 loài là bị nghi vấn theo S. C. Arroyo-Leunberger & A. B. Sassone (2016)
1. Tristagma ameghinoi (Speg.) Speg. - Các tỉnh Mendoza, Santa Cruz (Argentina).
2. Tristagma anemophilum Ravenna - Tỉnh Neuquén (Argentina).
3. Tristagma berteroi (Kunth) S.C.Arroyo & Sassone[5]
4. Tristagma bivalve (Hook. ex Lindl.) Traub - Trung Chile.
5. Tristagma circinatum (Sandwith) Traub - Tỉnh Neuquén (Argentina).
6. Tristagma fragrans Ravenna - Trung Chile.
7. Tristagma gracile (Phil.) Traub - Trung Chile.
8. Tristagma graminifolium (Phil.) Ravenna - Trung Chi le.
9. Tristagma lineatum Ravenna - Vùng Santiago (Chile).
10. Tristagma lomarum Ravenna - Vùng Arequipa (Peru).
11. Tristagma nivale Poepp. - Trung và nam Chile, nam Argentina.
12. Tristagma patagonicum (Baker) Traub - Nam Argentina.
13. Tristagma poeppigianum (Gay) Traub - Trung Chi le.
14. Tristagma porrifolium (Poepp.) Traub - Trung Chi le.
15. Tristagma staminosum Ravenna - Trung Chi le.
16. Tristagma violaceum (Kunth) Traub - Trung Chile.
17. Tristagma yauriense Ravenna - Tỉnh Puno (Peru).

### Nghi vấn
1. Tristagma lineatum Ravenna - Vùng Santiago (Chile).
2. Tristagma staminosum Ravenna - Vùng O'Higgins (Chile).
3. Tristagma leichtlinii (Baker) Traub - Trung Chi le. = Ipheion sessile (Phil.) Traub?
4. Tristagma lomarum Ravenna - Vùng Arequipa (Peru).
5. Tristagma yauriense Ravenna - Tỉnh Puno (Peru).

### Có thể là đồng nghĩa
1. Tristagma brevipes (Kuntze) Traub = Tristagma bivalve (Hook. ex Lindl.) Traub - Trung Chile.
2. Tristagma sociale Ravenna = Tristagma circinatum (Sandwith) Traub - Tỉnh Mendoza (Argentina).
3. Tristagma philippii Gand. = Tristagma nivale Poepp. - Trung Chi le.
4. Tristagma atreucoense Ravenna = Tristagma patagonicum (Baker) Traub - Tỉnh Neuquén (Argentina).
5. Tristagma malalhuense Ravenna = Tristagma patagonicum (Baker) Traub - Tỉnh Mendoza (Argentina).
6. Tristagma nahuelhuapinum Ravenna = Tristagma patagonicum (Baker) Traub - Tỉnh Rio Negro (Argentina).

## Chuyển đi
Một vài loài từng xếp trong chi Tristagma nhưng hiện tại đã xếp vào các chi khác như (Beauverdia, Ipheion, Leucocoryne, Nothoscordum và Zephyranthes). 
- Tristagma hirtellum = Beauverdia hirtella[8]
- Tristagma lorentzii = Beauverdia lorentzii (Beauverdia hirtella subsp. lorentzii) [8]
- Tristagma felipponei = Beauverdia sellowiana[8]
- Tristagma sellowianum = Beauverdia sellowiana[8]
- Tristagma lloydiiflorum = Beauverdia vittata[8]
- Tristagma vittatum = Beauverdia vittata[8]
- Tristagma sessile = Ipheion sessile[5]
- Tristagma tweedieanum = Ipheion tweedieanum[5]
- Tristagma uniflorum = Ipheion uniflorum[5]
- Tristagma narcissoides = Leucocoryne coronata
- Tristagma dimorphopetalum = Leucocoryne dimorphopetala
- Tristagma subbiflorum = Nothoscordum bivalve
- Tristagma setaceum = Nothoscordum setaceum
- Tristagma peregrinans = Ipheion uniflorum?[8] - Uruguay
- Tristagma mirabile = Zephyranthes filifolia?[8] - Tỉnh Neuquén (Argentina).

## Phát sinh chủng loài
Cây phát sinh chủng loài vẽ theo Sassone et al. (2014)

|  | Ipheion   |
|  |           |
|  | Tristagma |
|  |           |

|  | \| \| Zoellnerallium = Latace \| \| \| \| \| \| Nothoscordum \| \| \| \| |
|  |                                                                          |
|  | Beauverdia                                                               |
|  |                                                                          |
|  | Zoellnerallium = Latace                                                  |
|  |                                                                          |
|  | Nothoscordum                                                             |
|  |                                                                          |

|  | Zoellnerallium = Latace |
|  |                         |
|  | Nothoscordum            |
|  |                         |

|  | Ipheion   |
|  |           |
|  | Tristagma |
|  |           |

|  | \| \| Zoellnerallium = Latace \| \| \| \| \| \| Nothoscordum \| \| \| \| |
|  |                                                                          |
|  | Beauverdia                                                               |
|  |                                                                          |
|  | Zoellnerallium = Latace                                                  |
|  |                                                                          |
|  | Nothoscordum                                                             |
|  |                                                                          |

|  | Zoellnerallium = Latace |
|  |                         |
|  | Nothoscordum            |
|  |                         |

|  | Ipheion   |
|  |           |
|  | Tristagma |
|  |           |

|  | \| \| Zoellnerallium = Latace \| \| \| \| \| \| Nothoscordum \| \| \| \| |
|  |                                                                          |
|  | Beauverdia                                                               |
|  |                                                                          |
|  | Zoellnerallium = Latace                                                  |
|  |                                                                          |
|  | Nothoscordum                                                             |
|  |                                                                          |

|  | Zoellnerallium = Latace |
|  |                         |
|  | Nothoscordum            |
|  |                         |

|  | Ipheion   |
|  |           |
|  | Tristagma |
|  |           |

|  | \| \| Zoellnerallium = Latace \| \| \| \| \| \| Nothoscordum \| \| \| \| |
|  |                                                                          |
|  | Beauverdia                                                               |
|  |                                                                          |
|  | Zoellnerallium = Latace                                                  |
|  |                                                                          |
|  | Nothoscordum                                                             |
|  |                                                                          |

|  | Zoellnerallium = Latace |
|  |                         |
|  | Nothoscordum            |
|  |                         |

Cây phát sinh chủng loài vẽ theo Souza et al. (2016).

|  | Ipheion   |
|  |           |
|  | Tristagma |
|  |           |

|  | Leucocoryne             |
|  |                         |
|  | Zoellnerallium = Latace |
|  |                         |

|  | Ipheion   |
|  |           |
|  | Tristagma |
|  |           |

|  | Leucocoryne             |
|  |                         |
|  | Zoellnerallium = Latace |
|  |                         |

|  | Ipheion   |
|  |           |
|  | Tristagma |
|  |           |

|  | Leucocoryne             |
|  |                         |
|  | Zoellnerallium = Latace |
|  |                         |

|  | Ipheion   |
|  |           |
|  | Tristagma |
|  |           |

|  | Leucocoryne             |
|  |                         |
|  | Zoellnerallium = Latace |
|  |                         |

## Hình ảnh

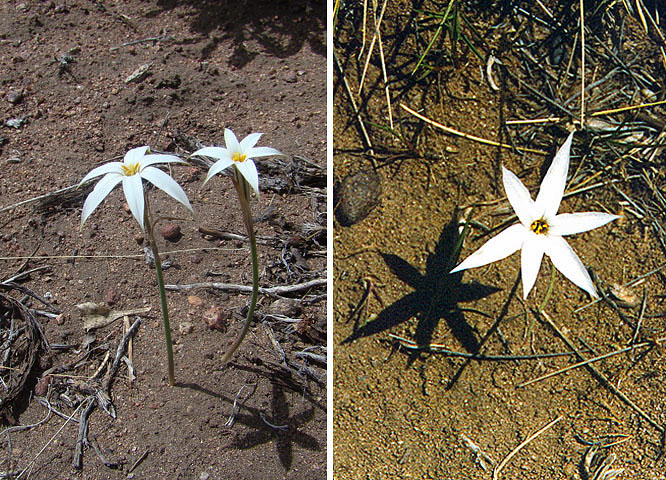